# Гавриленко Федір Никифорович
Федір Никифорович Гавриленко (біл. Фёдар Нічыпаравіч Гаўрыленка; 10 квітня 1906, с. Костюковка, Гомельський повіт — 16 березня 1986) — білоруський військовий діяч, один з керівників партизанського руху у Вілейській області в роки Другої Світової війни, зокрема, в німецько-радянської війни.

## Біографія

### Раннє життя
Федір Гавриленко народився в селі Костюковка Гомельського району 15 лютого 1906 року. 
З 1929 року — на радянській та адміністративно-господарській роботі.

### Роки війни
У 1940 році вступив на службу. З серпня 1941 року в тилу німецької армії виконував спеціальні завдання. З липня 1943 року — в партизанах: комісар загону, у квітні-липні 1944 року є командиром партизанської бригади імені М. Калініна, водночас у серпні 1943 року — липні 1944 року. Перший секретар Міорьського підпільного РК КП(б)Б.

### Повоєнні роки
У 1944-1967 роках — на партійній, радянській і господарській роботі.

## Нагороди
- Орден Червоного Прапора
- Орден Вітчизняної війни
- Медаль «Партизанові Вітчизняної війни»
- Медаль «За перемогу над Німеччиною у Великій Вітчизняній війні 1941—1945 рр.»